# Justify My Love
"Justify My Love" é uma canção da cantora estadunidense Madonna, encontrada em sua primeira compilação, The Immaculate Collection (1990). Foi escrita por Lenny Kravitz e coescrita por Ingrid Chavez e a própria intérprete, Chávez não foi creditada na música, o que levou a uma ação contra Kravitz. Chávez se estabeleceu fora dos tribunais, cujos termos incluíam crédito para composição. Os vocais de Madonna são principalmente falados e sussurrados, mas quase nunca cantados, um estilo que ela mais tarde empregou em seu álbum de estúdio seguinte, Erotica (1992).
"Justify My Love" foi lançada como primeiro single do álbum em 6 de novembro de 1990 pela Sire Records. Musicalmente, é uma música de trip hop, com configurações e instrumentação em tempo médio. As letras da música são principalmente sobre sexo e romance "Justify My Love" recebeu críticas mistas de críticos mais velhos, mas foi muito apreciado por muitos críticos contemporâneos, destacando-o como uma das melhores músicas de Madonna até hoje. A música se tornou o nono single número um de Madonna na Billboard Hot 100, alcançando o Top 10 em vários países, incluindo Austrália, Canadá, Finlândia, Nova Zelândia, Itália, Suíça e Reino Unido.
O videoclipe da faixam apresentava Madonna como uma mulher andando no corredor de um hotel, parecendo angustiada e cansada do trabalho, até ser seduzida a fazer sexo com um misterioso homem e mulher. Causou polêmica em todo o mundo, devido às suas imagens sexuais explícitas, e foi posteriormente banido da MTV e de outras redes de TV. O vídeo, que continha imagens de sadomasoquismo, voyeurismo, e androginia, estreou na televisão dos EUA em 3 de dezembro de 1990 na ABC, durante seu programa noturno Nightline. A música fez parte do setlist de quatro de suas turnês, sendo a mais recente a turnê The Celebration Tour, de 2024, que comemora os 40 anos de carreira da cantora.

## Antecedentes e lançamento

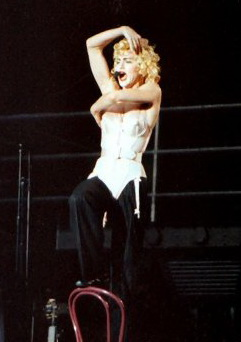
Madonna na Blond Ambition World Tour (1990), última atividade pré-lançamento de The Immaculate Collection.

Madonna encerrou a década de 1980 como a cantora com mais singles de sucesso na história, acumulando a maior quantidade de músicas nas dez primeiras posições tanto nos Estados Unidos como no Reino Unido. Em 1990, após encerrar da turnê Blond Ambition World Tour, ela decidiu fazer um balanço de sua carreira e notou que contava com um "catálogo incrível de sucessos", o que a fez optar por encerrar seus dez anos na indústria lançando sua primeira coletânea de grandes sucessos, pensada especialmente para a temporada natalina. Segundo o biógrafo Mark Bego, a intérprete "estava decidida a dar tudo de si" com este novo projeto, enquanto a historiadora Mary Gabriel sinalizou que, em todos os sentidos, o ano de 1990 "parecia o fim de uma era e o começo de uma nova". J. Randy Taraborrelli, autor de Madonna: An Intimate Biography, observou que o lançamento era "muito mais do que uma mera coleção das canções mais vendidas e populares de Madonna" e que uma coleção de sucessos era adequada àquela altura, servindo como uma "marca orgulhosa" de sua carreira, em constante ascensão desde o seu álbum de estreia, em 1983.
Em 13 de outubro de 1990, a revista Billboard confirmou que a artista estava trabalhando em material novo para o projeto com Shep Pettibone e o cantor Lenny Kravitz. Uma vez que o público de Madonna já possuía as canções inclusas na coleção, ela buscou dar um estímulo aos fãs, que desejavam escutar "algo novo e fresco". Com este propósito, além de gerar interesse do grande público pelo trabalho, gravou duas canções inéditas, consideradas por David Sinclair, do The Times, "bastante afastadas do material alegre que a levou ao estrelado". O produto final, The Immaculate Collection, contou com 15 dos mais famosos singles de Madonna, acrescido de duas novas faixas: "Justify My Love" e "Rescue Me".
"Justify My Love" foi lançada em 6 de novembro de 1990 como o primeiro single de The Immaculate Collection, seguida de uma distribuição no Reino Unido em 1º de dezembro e no Japão no dia 10. A capa do single, fotografada por Patrick Demarchelier e dirigida por Jeri Heiden, apresenta uma pose de Madonna olhando agressivamente para a frente usando um colete, com os cabelos cobertos por um chapéu preto, e um cigarro na boca. Carol Clerk, autora de Madonnastyle, opinou que esta "foi uma pose particularmente masculina; Madonna, por vezes, poderia parecer tão durona como qualquer outro homem". A foto havia aparecido previamente na capa de uma edição da revista Interview, para a qual a cantora concedeu uma entrevista, e foi removida do lançamento da canção na França. "Justify My Love" fez parte também da terceira coletânea de sucessos de Madonna, Celebration, e em versão remixada em Finally Enough Love: 50 Number Ones (2022).

## Desenvolvimento

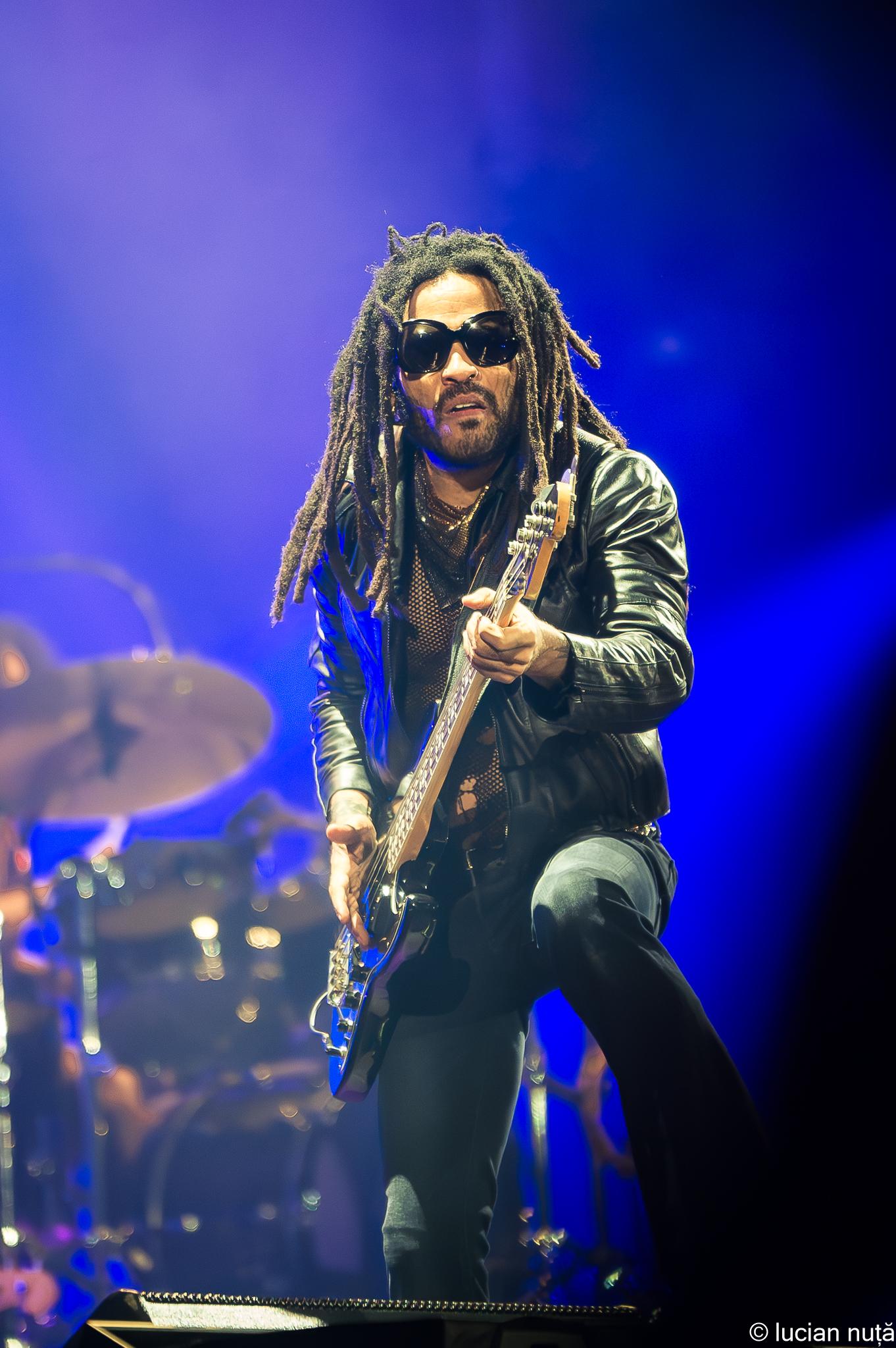
"Justify My Love" foi cocomposta e coproduzida por Lenny Kravitz (imagem); ele eventualmente foi alvo de dois processos.

Lenny Kravitz comentou que ele estava trabalhando em algumas demos, quando concebeu a de "Justify My Love". De início, ele a considerou "super sensual e forte ao mesmo tempo. Eu senti. Eu sabia que tinha algo muito especial sobre a música e a qualidade mínima, porque era mínima. Apenas uma intuição". No entanto, ele sabia "que não era para mim", mas achou perfeita para Madonna, telefonando-a em seguida dizendo que tinha um sucesso reservado para ela. No mesmo dia, eles se encontraram em Nova Iorque, onde Kravitz lhe apresentou a demo; após escutar a faixa várias vezes, ela concordou em gravar, e eles começaram a trabalhar nela no dia seguinte. O músico descreveu que a sessão tinha "só nos dois e meus engenheiros, e aconteceu em um dia. Foi bem rápida", acrescentando que foi divertida e autêntica. "Justify My Love" foi gravada nos Unique Recording Studios em Nova Iorque e Waterfront Studios em Londres, sob a supervisão de Henry Hirsch, David Domanich, Andy Cardenas e Josh Cuervokas. A masterização foi feita por Ted Jensen nos Sterling Sound em Nova Iorque, enquanto a mixagem ficou a cargo e Shep Pettibone e Goh Hotoda nos Guerilla Studios em Londres. Este último processo foi feito com o uso do QSound, uma tecnologia nova para época, empregada para criar um efeito sonoro tridimensional — aplicada, também, em todas as outras canções de The Immaculate Collection.
"Justify My Love" foi escrita pela cantora e compositora Ingrid Chavez como uma carta de amor dedicada a Kravitz, com quem ela estava se relacionando na época. Ele a convidou para um estúdio onde estava produzindo canções com André Betts, e gravou a carta em apenas uma tomada. Kravitz levou uma cópia master da canção para a Virgin Records, já que a relação dele com Chavez terminou pouco tempo depois. Passados alguns meses, ele disse a Chavez que "Justify My Love" seria lançada por Madonna e a pediu para assinar um documento constando que receberia 12,5% dos royalties de publicação, mas nenhum crédito como compositora. Ela assinou e então encontrou Madonna no estúdio enquanto a faixa era mixada, e ficou impressionada com os vocais idênticos ao da versão demo; Chavez pensou que "talvez ela não quisesse que outra mulher recebesse créditos pelo estilo criativo dos vocais".
Após o lançamento da música, Chavez entrou com um processo contra Kravitz e Madonna, argumentando que ele escreveu somente "justify my love" e que Madonna mudou uma linha. Foi divulgado também que ela recebeu apenas 500 dólares de adiantamento após Kravitz pressioná-la a assinar o documento cedendo os créditos e três quartos dos royalties. Ele admitiu que Chavez havia sim escrito parte das letras, mas que ambos concordaram em não creditá-la por motivos pessoais e profissionais, e acusou-a de tentar "parecer que fez tudo" com o sucesso da faixa. Chavez respondeu dizendo que o motivo de não ter recebido os créditos foi porque ele estava receoso de que sua mulher pensasse que eles estavam tendo um caso. Eles chegaram a um acordo fora dos tribunais no qual ela recebeu 12,5% dos royalties e o nome nas prensagens seguintes; entretanto, seu nome não apareceu em nenhuma compilação contendo a canção. Betts também processou Kravitz, afirmando que lhe foi prometido o crédito como coprodutor e metade dos royalties de produção, mas que recebeu apenas um crédito como produtor associado e não foi pago pelo trabalho.

## Composição
Com duração de 4 minutos e 57 segundos (4:57), "Justify My Love" é uma canção derivada dos gêneros trip hop, hip hop, dance e pop experimental, apresentando vocais em spoken word de Madonna e "gemidos" de Kravitz nos vocais de apoio. A faixa apresenta uma demonstração da bateria de "Security of the First Word" (1988), do grupo Public Enemy, inicialmente utilizada sem consentimento, o que causou eles ameaçarem processar ambos cantores; membros da indústria musical apontaram que a batida da bateria foi retirada de "Funky Drummer" (1970), de James Brown, o que foi negado pelo produtor do grupo, Hank Shocklee. A porta-voz de Madonna disse que a artista nunca ouviu a canção e "não compôs a melodia" de "Justify My Love", enquanto Kravitz negou as acusações dizendo: "É apenas uma dessas batidas que você acha por aí".
De acordo com a partitura publicada no Musicnotes.com pela Alfred Publishing Company, "Justify My Love" foi composta no tom de si menor e definida no tempo comum, com um andamento moderado de 132 batidas por minuto. Os vocais de Madonna abrangem-se entre lá4 e ré5, com a canção seguindo a progressão harmônica das notas mi maior5 e fá sustenido maior5 durante a melodia de abertura. A composição foi descrita por Taraborrelli como "bastante simples — uma sequência de bateria dançante sob um sintetizador repetitivo e aural, com Madonna falando versos sensuais, e Kravitz causalmente gemendo uma melodia no fundo". Similarmente, Rikky Rooksby, em seu livro Madonna: The Complete Guide to Her Music, escreveu que os elementos da canções são "simples o bastante: um loop de bateria que se repete na canção inteira, um baixo, e uma sequência de quatro acordes movendo-se entre o fá sustenido menor e o si menor", cuja melodia "não leva exatamente a lugar algum, mas cria uma atmosfera hipnótica que apoia a imagem das letras". Para o livro Madonna's Drowned Worlds, Santiago Fouz-Hernández e Freya Jarman-Ivens consideraram que ela estava "longe de uma canção pop comum", contendo uma "estrutura tonal bem simples e a mesma linha do baixo", com os mesmos acordes repetidos várias vezes. Eles também notaram seu "pouco interesse melódico", com Madonna falando mais do que cantando em seus vocais andrógenos "distantes, remotos, 'de outros lugares'". Tom Breiham, da Stereogum, classificou-a como "um exemplo inicial do trip hop", e apontou que Madonna merece crédito por "antecipar novas tendências antes mesmo de acontecerem".
Liricamente, "Justify My Love" foi descrito como um "ode em spoken word de liberar sua ousadia interior". Madonna começa interpretando: "Eu quero beijar você em Paris / Eu quero segurar a sua mão em Roma / Eu quero correr nua numa tempestade / Fazer amor em um trem que atravessa o país". O refrão muda de atmosfera, com os vocais ofegantes da artista proferindo "Querendo / Precisando / Esperando" para antecipar a linha "Que você justifique o meu amor"; as palavras "meu amor" ("my love") são repetidas ao fundo. A segunda estrofe começa com ela sussurrando "ok", sugerindo uma mudança de direção, refletida na linha "Eu quero te conhecer / Mas não desse jeito". Na estrofe seguinte, Madonna canta "O que você vai fazer? / Fale comigo / Me conte os seus sonhos / Estou neles? / Me diga os seus medos / Está com medo? / Me conte suas histórias", implicando a posição de uma mulher que está no controle sexual da situação, reforçada pela linha "Pobre do homem cujos prazeres dependes da permissão de outra pessoa" — que apresenta, também, uma conotação de dominação, no trecho seguinte "Me ame, isso, me ame / Eu quero ser o seu amor". A acadêmica Sheila Whiteley notou em seu livro Women and Popular Music: Sexuality, Identity, and Subjectivity que as letras da faixa "implicam um foco geral na fantasia sexual", com "implícito sadomasoquismo como prazer, aliado à permissão", sugerindo que certos prazeres precisam ser justificados.

## Recepção crítica
"Justify My Love" recebeu elogios de muitos críticos de música. Em uma crítica separada do AllMusic, eles deram à música quatro estrelas e meia em cinco, afirmando que "[Justify My Love] se destaca como um dos melhores da longa história de Madonna de maxi-singles bem embalados e ainda mais" ajudou a estabelecer um precedente para o maxi-single no mercado". Em uma crítica do Entertainment Weekly de David Browne, ele fez uma observação positiva dizendo que as pessoas que têm um "hoo-haa" em torno da proibição do single "subestimam ela". A Rolling Stone disse que a música e o contemporâneo Rescue Me eram "novatos sensuais dignos". Ao revisar o  Celebration, Bill Lamb, do About.com disse que "músicas como "Justify My Love", que pareciam um pouco excessivas quando lançadas pela primeira vez, se desgastaram muito bem ao longo do tempo". Alexandra Capotorto, do PopCrush.com, disse que "'Justify My Love' é uma música de amor perfeitamente construída. Embora essa faixa possa estar vazando sexo, é o videoclipe da NSFW que causou o maior drama [...]".

## Videoclipe

### Desenvolvimento
O videoclipe de "Justify My Love" foi filmado em três dias no hotel Royal Monceau em Paris, França. Foi dirigido por Jean-Baptiste Mondino, com quem Madonna havia trabalhado antes no vídeo de "Open Your Heart" (1987). O vídeo foi produzido por Phillipe Dupuis-Mendel pela Bandits, em coprodução com a Propaganda Films, com edição de Oliver Gajan e filmagem de Pascal Lebegue. O videoclipe apresenta o então namorado de Madonna, Tony Ward, as também modelos Amanda Cazalet e Wallis Franken Montana, e o dançarino Jose Guiterez Xtravaganza, que fez parte do balé da Blond Ambition World Tour. É um tributo ao filme Bay of Angels (1963). O diretor descreveu o conceito do vídeo:
| “ | Eu já trabalhei com Madonna algumas vezes, e tem mais coisas dela do que as pessoas acham. Ela é uma boa atriz. Então, eu queria fazer algo menos glamoroso, menos produzido, mais real. Eu queria afastar os paparazzi. Como uma foto de Madonna e Tony ser surpreendente quando você já os viu juntos seminus em um vídeo? (...) Foi muito barato, muito fácil. É muito real — é isso que é tão chocante. E talvez ela beijando uma mulher... mas isso é parte da nossa sociedade. E, com a AIDS, não deveríamos celebrar o beijo como algo bonito? | ” |

Mondino fez uma experiência para o vídeo: trancou toda a equipe no hotel por três dias e duas noites, sem qualquer regra, e todos foram proibidos de sair. Todo o último andar com 15 quartos foi alugado, que também serviram de camarim, e não tinham prazo, em contraste às filmagens de um vídeo comum. Ele explicou que o vídeo não tinha nenhum conceito, exceto o de que Madonna chegava no hotel cansada, e saía de lá cheia de energia. O diretor lembrou que, no final das gravações, ele não conseguiu diferenciar o que foi real do que foi interpretado, já que eles não seguiram um roteiro. Ele descreveu o processo como "bastante calmo, foi muito tranquilo, fomos muito gentis uns com os outros", e disse que "nós conversávamos, ríamos, tocávamos a música, filmávamos, e quando o pessoal se cansava, iriam dormir". Mondino comentou que no último dia, quando deveria encerrar os trabalhos e ir para casa, ele se sentiu estranho, e se perguntou se deveria ir ou não, pois pensou que foi tudo um sonho em vez de uma gravação de vídeo. Em 2013, numa sessão de perguntas e respostas no Reddit, Madnna revelou que o vídeo de "Justify My Love" foi o seu preferido de gravar.

### Sinopse
O vídeo foi filmado em preto e branco granulado no estilo de um filme de arte europeu dos anos 1960. Existem também vários elementos sombrios de filme noir, como personagens vistos apenas em silhueta. A ação se passa em um hotel elegante que aparentemente atende a casais alternados no estilo de vida. Madonna (ou o personagem que ela interpreta) entra parecendo cansada e angustiada enquanto caminha pelo corredor em direção a seu quarto. Lá, ela tem um romance romântico com um homem misterioso (interpretado por Tony Ward). Algumas das portas dos outros cômodos estão entreabertas e vemos vislumbres de vários casais usando roupas de fetiche BDSM (couro, camisetas de PVC, roupas íntimas de látex e espartilhos).
Em uma sequência de sonho, Madonna rola na cama vestindo roupas íntimas de renda, um cinto de ligas e meias, enquanto várias figuras vão e vêm. Toda a nudez (que levou o vídeo a ser banido) ocorre quando uma mulher do tipo dominadora de topless, interpretada pela modelo dominatrix – suspensórios cobrindo parcialmente os seios – aparece e agarra aproximadamente um homem amarrado (o mesmo homem que está com Madonna) por o cabelo. Sua roupa, que inclui um chapéu de couro pontudo e luvas pretas, copia o conjunto usado por Charlotte Rampling no polêmico filme The Night Porter (O filme e o vídeo compartilham elementos do sadomasoquismo.) O tema da androginia também é mencionado brevemente quando uma mulher que se parece muito com o amante de Madonna é vista em roupas masculinas com um bigode de lápis desenhado. A apresentação geral é surreal e deliberadamente ambígua. O séquito de personagens estranhos pode ser real ou simplesmente fantasias da imaginação de Madonna. No final, uma Madonna rejuvenescida sai correndo do quarto sorrindo e rindo.

### Controvérsia e banimento
O vídeo foi considerado sexualmente explícito demais para a MTV e foi banido da rede. Madonna respondeu à proibição: "Por que as pessoas estão dispostas a assistir a um filme sobre alguém sendo explodido em pedaços sem motivo algum, e ninguém quer ver duas garotas se beijando e dois homens se aconchegando?". Em 3 de dezembro de 1990, a Nightline da ABC reproduziu o vídeo na íntegra e depois entrevistou Madonna ao vivo sobre o conteúdo sexual e a censura do vídeo. Quando perguntada se ela ganhava mais dinheiro vendendo o vídeo do que o veiculado na MTV, ela pareceu impaciente e respondeu: "Sim, então? Sorte minha." Ela também expressou durante a entrevista que não entendeu por que a MTV proibiu o vídeo, mas permitiu que vídeos que continham violência e degradação para as mulheres continuassem a receber transmissões regulares. O vídeo foi lançado em VHS e se tornou um "single de vídeo" mais vendido.
O vídeo de "Justify My Love" foi banido também da rotação regular do MuchMusic no Canadá, embora a controvérsia (bem como o subsequente banimento de um vídeo de Mitsou) tenha levado o MuchMusic a lançar uma nova série, Too Much 4 Much, que tocava videoclipes controversos, acompanhados por painéis de discussão sobre seu contexto artístico e cultural. Em 2002, o vídeo foi exibido na íntegra na MTV2 como parte de uma contagem regressiva especial que mostrava os vídeos mais controversos de todos os tempos na MTV. Essa contagem regressiva foi mostrada apenas tarde da noite por causa das imagens gráficas de "Justify My Love" e vários outros vídeos na contagem regressiva.
Embora tenham sido recebidas muitas reclamações, o vídeo foi reproduzido sem restrições no popular videoclipe da Australian Broadcasting  Corporation, Rage; como emissora pública, o ABC não é obrigado a seguir as diretrizes de classificação.

### Uso na mídia
No episódio de 11 de maio de 1991 da série de comédia Saturday Night Live, Madonna fez uma participação especial em um segmento pré-filmado que falsificou seu controverso videoclipe, bem como seu recém-lançado filme Truth or Dare.
Durante um esboço do Wayne's World, Mike Myers) e Garth (Dana Carvey) encontram uma Madonna sedutora deitada em uma cama em um quarto de hotel durante uma sequência de sonhos de fantasia (também filmada em preto e branco). Depois de algumas brincadeiras, Wayne e Madonna interpretam Truth or Dare. Wayne começa dizendo "Verdade". Madonna então pergunta: "Você já fez amor com duas mulheres ao mesmo tempo?" Wayne responde "Uh ... sim!" ao que Madonna diz: "Ok, eu acredito em você ... não!" Wayne então desafia Madonna a se beijar com ele. Enquanto eles se beijam, a música de "Justify My Love" começa a tocar. Garth é visto dançando em uma paródia do vídeo antes de ser seqüestrado por duas mulheres em trajes de fetiche.

## Apresentações ao vivo

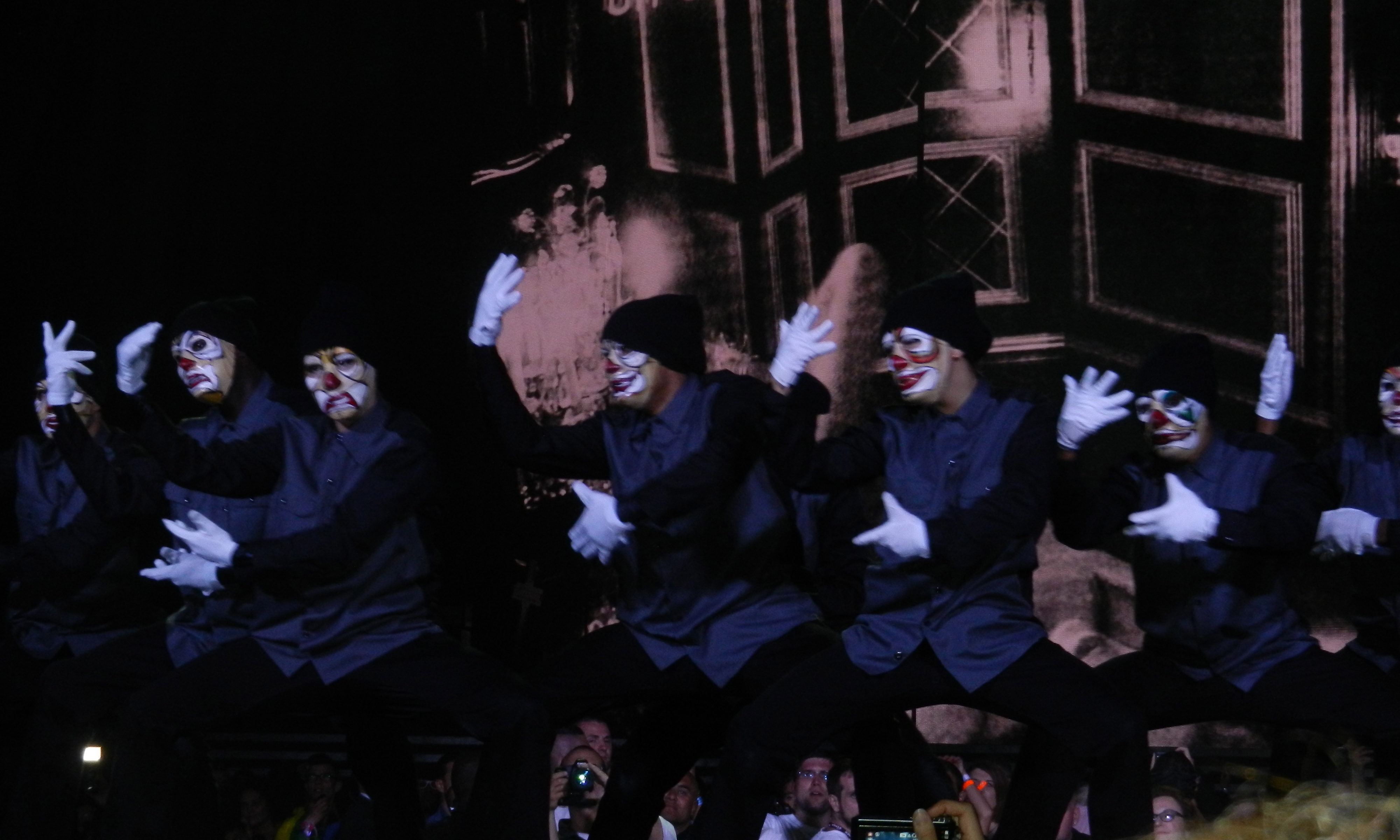
Dançarinos se apresentando durante o interlúdio de vídeo de "Justify My Love" na The MDNA Tour.

Madonna tocou a música duas vezes durante a turnê The Girlie Show World Tour em 1993, a versão original e também o remix de "Beast Within". Este último foi usado como interlúdio de dançarinos durante o show. O "remix" foi novamente usado como introdução em vídeo à turnê Re-Invention World Tour de 2004, incluindo imagens de Madonna da exposição X-STaTIC Pro=CeSS, antes de ela aparecer no palco. Foi posteriormente incluído no álbum ao vivo de 2006, I'm Going to Tell You a Secret. Esta nova versão omite as letras controversas que causaram as acusações de 1991.
A música foi remixada novamente por William Orbit e usada na The MDNA Tour como um interlúdio em vídeo. O vídeo de pano de fundo em preto e branco, dirigido por Tom Munro, mostra Madonna sendo perseguida por pessoas em máscaras de carnaval e se tranca em uma sala para entrar em suas fantasias, enquanto os seguidores mascarados a procuram. Diz-se que o vídeo é uma metáfora para todos que tentam tirar vantagem dela, julgá-la ou explorar sua vida privada, e o interlúdio é sua expressão de escapar do julgamento.
Amostras da música também foram usadas durante o interlúdio de vídeo/performance SEX na Rebel Heart Tour.
Durante a The Celebration Tour em 2023, Madonna realizou uma performance ao vivo da canção durante o segundo ato do seu show. Contendo elementos da canção "Fever", Madonna realiza uma performance bastante intensa de sua múscia.

## Legado
"Justify My Love" continua sendo um dos singles mais controversos de Madonna até hoje. Como resultado de toda a controvérsia, o single foi lançado como um single de vídeo e se tornou o vídeo mais vendido de todos os tempos, eventualmente sendo certificado quatro vezes platina pela RIAA. Em 2003, os fãs de Madonna foram convidados a votar nos seus 20 melhores singles de Madonna de todos os tempos pela revista Q. "Justify My Love" recebeu o número 12.
Bill Lamb, do site About.com, havia listado a música no número 21 em suas "As Maiores Músicas da Madonna". Ele também fez uma lista intitulada "Os 10 Melhores Vídeos Musicais de Madonna", onde terminou no número quatro. O PopCrush.com havia listado a música como número um em suas "Top 10 Músicas de sexo". A Billboard havia listado a música no número cinco nos 40 Maiores Sucessos da Billboard de Madonna.

## Faixas e formatos
Cassette single americano/7" single
1. "Justify My Love" (Álbum) – 4:58
2. "Express Yourself" (1990) (Remix do álbum) – 4:02

CD Maxi-single americano
1. "Justify My Love" (Q-Sound Mix) – 4:54
2. "Justify My Love" (Orbit 12" Mix) – 7:16
3. "Justify My Love" (Hip Hop Mix) – 6:30
4. "Express Yourself" (1990) (Shep's 'Spressin' Himself Re-Remix) – 9:30
5. "Justify My Love" (The Beast Within Mix) – 6:10

CD single alemão
1. "Justify My Love" (Orbit 12" Mix) – 7:16
2. "Justify My Love" – 5:00
3. "Express Yourself" (1990) (Shep's 'Spressin' Himself Re-Remix) – 9:30

CD single alemão (William Orbit Remix)
1. "Justify My Love" (William Orbit Remix) – 7:07
2. "Justify My Love" (album version) – 5:02
3. "Express Yourself" (1990) (Shep's 'Spressin' Himself Re-Remix) – 9:30

### Lista de faixas
| Versão americana do VHS |                   |                                     |                        |         |  |
| N.º                     | Título            | Compositor(es)                      | Diretor                | Duração |  |
| 1.                      | "Justify My Love" | Lenny Kravitz Ingrid Chavez Madonna | Philippe Dupuis-Mendel | 4:54    |  |
| Duração total:          | Duração total:    | Duração total:                      | Duração total:         | 4:54    |  |

| Versão britânica/européia do VHS |                                                                            |                                     |                        |         |  |
| N.º                              | Título                                                                     | Compositor(es)                      | Diretor                | Duração |  |
| 1.                               | "Justify My Love"                                                          | Lenny Kravitz Ingrid Chavez Madonna | Philippe Dupuis-Mendel | 4:54    |  |
| 2.                               | "Vogue" (apresentação ao vivo da música no MTV Video Music Awards de 1990) | Lenny Kravitz Ingrid Chavez Madonna |                        | 6:25    |  |
| Duração total:                   | Duração total:                                                             | Duração total:                      | Duração total:         | 11:19   |  |

## Desempenho comercial
Nos Estados Unidos, "Justify My Love" alcançou o número um por duas semanas na tabela de singles da Billboard Hot 100. Ele também liderou as tabelas Hot Dance Club Play e alcançou o número 42 na parada Hot R&B/Hip-Hop Songs. A Recording Industry Association of America (RIAA) o certificou com platina em 22 de fevereiro de 1991 pelas vendas de mais de um milhão de unidades. Na tabela de final de ano da Billboard Hot 100, de 1991, "Justify My Love", foi atribuído o número 21.
A música também recebeu grande sucesso na Europa. No Reino Unido, o single alcançou o número dois e foi certificado em prata pelo British Phonographic Industry (BPI) em 1º de dezembro de 1990. Segundo a The Official Charts Company, a música vendeu 235,000 cópias no Reino Unido. A música estreou no número 16 da tabela sueca de singles, chegando ao número oito por uma semana. Na Noruega, a música entrou na tabela no número sete e atingiu o número três por uma semana, permanecendo na tabela por nove semanas. A música entrou no número 79 no Dutch Top 40, chegando ao número cinco. A música entrou na tabela francesa de singles no número 42, e atingiu o número 17, permanecendo no gráfico por 11 semanas. A música também alcançou o número nove na Áustria e o número três na Suíça.
A música também teve sucesso na região oceânica. Ele estreou no número 14 no ARIA Charts, chegando ao número quatro. Ele esteve presente na tabela por 14 semanas e foi certificado como ouro pela Australian Recording Industry Association (ARIA). Ele estreou no número 22 no Recorded Music NZ, chegando ao número cinco por duas semanas consecutivas. Esteve presente no país por um total de 16 semanas.

### Tabelas semanais
| Tabela musical (1990–91)                          | Melhor posição |
| ------------------------------------------------- | -------------- |
| Alemanha (GfK Entertainment Charts)               | 10             |
| Austrália (ARIA Charts)                           | 4              |
| Áustria (Ö3 Austria Top 40)                       | 9              |
| Bélgica (Ultratop 50 de Flandres)                 | 9              |
| Canadá (RPM Single Chart)                         | 1              |
| Espanha (PROMUSICAE)                              | 3              |
| Estados Unidos (Billboard 100)                    | 1              |
| Estados Unidos (Bubbling Under R&B/Hip-Hop Songs) | 42             |
| Estados Unidos (Hot Dance Club Songs)             | 1              |
| Europa (European Hot 100 Singles)                 | 3              |
| Finlândia (IFPI Finlândia)                        | 1              |
| França (SNEP)                                     | 17             |
| Irlanda (IRMA)                                    | 3              |
| Itália (FIMI)                                     | 1              |
| Noruega (VG-lista)                                | 3              |
| Nova Zelândia (Recorded Music NZ)                 | 5              |
| Países Baixos (Dutch Top 40)                      | 4              |
| Países Baixos (Single Top 100)                    | 5              |
| Reino Unido (UK Singles Chart)                    | 2              |
| Suécia (Sverigetopplistan)                        | 8              |
| Suíça (Schweizer Hitparade)                       | 3              |

| Tabela musical (1958–2018)         | Posição |
| ---------------------------------- | ------- |
| Estados Unidos (Billboard Hot 100) | 420     |

| Tabela musical (1990–91)            | Posição |
| ----------------------------------- | ------- |
| Austrália (ARIA)                    | 102     |
| Alemanha (GfK Entertainment Charts) | 66      |
| Bélgica (Ultratop de Flandres)      | 92      |
| Canadá (RPM)                        | 44      |
| Estados Unidos (Billboard 100)      | 21      |
| Europa (European Hot 100 Singles)   | 23      |
| Noruega (VG-lista)                  | 17      |
| Países Baixos (Dutch Top 40)        | 111     |
| Reino Unido (UK Singles Chart)      | 43      |

| Região                                                                                 | Certificação | Vendas     |
| -------------------------------------------------------------------------------------- | ------------ | ---------- |
| Austrália (ARIA)                                                                       | Ouro         | 35,000^    |
| Canadá (Music Canada)                                                                  | Ouro         | 50,000^    |
| Estados Unidos (RIAA)                                                                  | Platina      | 1,000,000^ |
| Estados Unidos (RIAA) Versão em Vídeo                                                  | 4× Platina   | 400,000^   |
| Reino Unido (BPI)                                                                      | Prata        | 275,500    |
| *vendas baseadas apenas na certificação ^distribuições baseadas apenas na certificação |              |            |